# Margaret Lucas
Margaret Lucas (* 1961 in Edinburgh) ist eine schottische Ingenieurin und Hochschullehrerin an der University of Glasgow spezialisiert auf Ultraschallanwendungen.

## Leben
Lucas schloss ihr Studium der Ingenieurwissenschaften an der University of Aberdeen 1983 mit BSc(Eng) ab. Sie wechselte an die Loughborough University, wo sie 1986 M.Phil abschloss und 1990 promovierte (Ph.D.). Ab 1990 lehrte sie als Dozentin in Loughborough. 1996 wechselte Lucas an die University of Glasgow. 1998 wurde sie zum Senior Lecturer, 2003 zum Reader und 2006 zum Professor berufen. Sie beschäftigt sich überwiegend mit Ultraschalltechniken. Ihre Forschungen hatten in der Herstellung von Ultraschallerzeugern und der Anwendungstechnik erheblichen Einfluss. Sowohl medizinische Verwendung von Ultraschall zum Trennen harter menschlicher Gewebe, als auch Umformung von Festkörpern, Verbinden von gleichen und ungleichen Materialien sowie in der Verarbeitung von Lebensmitteln fanden die Ultraschallsender ihre Verwendung. Ergebnisse von Lucas Forschung wurden auf Mars-Missionen zur Analyse von Felsen eingesetzt. Eine andere Anwendung sind Nadeln, die in Ultraschallfrequenzen vibrieren und so knöcherne Gewebe mit deutlich weniger Kraft durchdringen, als konventionelle Nadeln. Lucas leitet an der James Watt School of Engineering den Bereich Systems, Power & Energy.
Am 25. Juni 2021 teilte die Universität mit, dass Lucas als erste Frau und elfte Person den Regius Chair of Civil Engineering and Mechanics in Glasgow übernehmen würde. Lucas Vorgänger, René de Borst war 2015 an die University of Sheffield gewechselt. In der Zwischenzeit blieb der Lehrstuhl verwaist.
Neben ihrer Lehr- und Forschungstätigkeit ist Margaret Lucas Redakteur der Fachzeitschrift Ultrasonics.

## Ehrungen
2020 berief die Royal Society of Edinburgh Lucas zum Fellow.

## Bibliografie

### Bücher
- 2005: Design of an ultrasonic blade for cutting bone
- 2006: A finite element model for ultrasonic cutting of toffee
- 2008: Applications of Power Ultrasonics in Engineering

### Kapitel
- 2015: Ultrasonic cutting for surgical applications (mit A. Mathieson) in J. A. Gallego-Juárez und K. F. Graff, Power Ultrasonics: Applications of High-Intensity Ultrasound
- 2015: Assessment of the performance of a novel power ultrasonic biopsy needle

### Artikel
- 2015: Understanding nonlinear vibration behaviours in high-power ultrasonic surgical devices
- 2016: An ultrasonic orthopaedic surgical device based on a cymbal transducer
- 2017: Ultrasonic Needles for Bone Biopsy
- 2017: A Parametric Study for the Design of an Optimized Ultrasonic Percussive Planetary Drill Tool
- 2018: Full and Half-Wavelength Ultrasonic Percussive Drills